# Metamorphoze
A Metamorphoze Gackt japán énekes kislemeze, mely 2005. május 25-én jelent meg a Nippon Crown kiadónál. Második helyezett volt az Oricon heti slágerlistáján és 13 hétig szerepelt rajta. 156 709 eladott példánnyal ez Gackt negyedik legsikeresebb kislemeze. A Japán Hanglemezgyártók Szövetsége aranylemezzé nyilvánította. A kislemez mindkét dala a Mobile Suit Zeta Gundam franchise-hoz tartozó Heir to the Stars animációs film betétdala volt.

## Számlista
| #  | Cím                                                                                                 | Hossz |
| -- | --------------------------------------------------------------------------------------------------- | ----- |
| 1. | Metamorphoze: Metamorufóze (Metamorphoze ～メタモルフォーゼ～; Hepburn: Metamorphoze: Metamorufōze) |       |
| 2. | Kimi ga matteiru kara <Remix> (君が待っているから <ReMix>)                                          |       |
| 3. | Metamorphoze (Instrumental)                                                                         |       |
| 4. | Kimi ga Matteiru kara (Instrumental)                                                                |       |